# تشارلز ديوتش
تشارلز ديوتش (بالفرنسية: Charles Deutsch)‏ هو مهندس ورائد أعمال فرنسي، ولد في 6 سبتمبر 1911 في شامبيني سور مارن في فرنسا، وتوفي في 6 ديسمبر 1980 في باريس في فرنسا.